# Serín
Serín es una parroquia del concejo asturiano de Gijón, en España. Pertenece a su Distrito Rural.

## Demografía
En 2008 tenía una población de 304 habitantes y en 2022 contaba con 289.

## Ubicación y geografía
Situada en la parte más occidental de Gijón, limita al oeste con los concejos de Llanera, Corvera y Carreño y al este con las parroquias gijonesas de San Andrés de los Tacones y Cenero. Por toda su topografía se pueden encontrar extensas plantaciones de eucalipto. 

## Transporte
En la parroquia se encuentra la intersección de los tres ramales de la «Autopista Y» que direccionan a Oviedo, Gijón y Avilés. Fue inaugurada en 1978 y actualmente es el cruce de la autovía del Cantábrico (ramales Avilés y Gijón) y la A-66 (ramal Oviedo).
La autovía discurre por debajo de un histórico puente de piedra destinado al ferrocarril de León-Gijón, que fue construido en 1870 y clausurado en 1978 tras la construcción de un puente moderno y con un radio de curva más amplio. En 2010 el puente se reabre para uso peatonal destinado a una senda verde por Serín.
La parroquia cuenta con la estación de Serín, operada por Renfe Cercanías mediante la línea C-1.

## Equipamientos
En la parroquia se encuentra el albergue de Serín, que actúa como Perrera de Gijón, regentada actualmente por la Asociación Amigos del Perro, la cual lleva una política de sacrificio cero. Los servicios de recogida de animales y manutención de los mismos está concesionada por el Ayuntamiento.

## Toponimia
El origen del nombre de la parroquia se desconoce. El filólogo especializado en lengua asturiana Ramón d'Andrés recoge dos hipótesis que intentan explicar su etimología en su libro Diccionario toponímico del concejo de Gijón. Estas son las siguientes:
- De acuerdo con la primera, su origen estaría en un nombre romano de hombre, propietario de alguna tierra o finca, que se llamaría Serinus. La forma del acusativo (Serinum) daría lugar a Serín a través de Serino, denominación documentada al menos hasta el siglo XVIII.

- La segunda hipótesis para el origen del topónimo afirma que Serín proviene de la raíz prerromana ser-, que haría referencia a una corriente de agua. Por tanto, Serín podría interpretarse como un derivado de Siero.

## Lugares y poblaciones
La parroquia compuesta por las siguientes entidades singulares de población. Se indican entre paréntesis sus nombres en asturiano, que tienen carácter oficial:
- Arroyo
- Bilorteo
- Caminllano (Caminllanu)
- El Campazón
- La Cruciada
- Espín y Pasquín (L'Espín y El Pasquín)
- Fontanielles
- El Gallinal
- Liérbado
- La Naviella
- Peridiello (El Peridiellu)
- Piñera y Vallín (La Piñera y El Vallín)
- Santianes
- Sisiello (El Sisiellu)
- Traveseo
- La Vega

## Hijos ilustres
- Santiago Martínez Argüelles: Político asturiano.